# Mario Toso

Bischofswappen von Mario Toso

Mario Toso SDB (* 2. Juli 1950 in Mogliano Veneto, Provinz Treviso, Italien) ist ein italienischer Ordensgeistlicher und römisch-katholischer Bischof von Faenza-Modigliana. 

## Leben
Mario Toso trat am 16. August 1967 der Ordensgemeinschaft der Salesianer Don Boscos bei. Er studierte Philosophie und Katholische Theologie an der Theologischen Fakultät in Turin und erwarb auch das Baccalauréat in Theologie. Am 22. Juli 1978 empfing er die Priesterweihe. 
1978 wurde Toso an der Università Cattolica del Sacro Cuore in Mailand im Fach Philosophie promoviert. 1981 erwarb er an der Päpstlichen Universität der Salesianer das Lizenziat im Fach Philosophie und 1982 an der Päpstlichen Universität Gregoriana das Lizenziat im Fach Katholische Theologie.
Er wurde 1991 zum Professor für Sozial- und Politikphilosophie an der Päpstlichen Universität der Salesianer berufen. Neben vielen anderen Ämtern war er an dieser Ordenshochschule von 1994 bis 2000 Dekan der Philosophischen Fakultät und von 2003 bis 2009 Rektor. 
Außerdem lehrte er Soziallehre an der Päpstlichen Lateranuniversität und war Konsultor für den Päpstlichen Rat für Gerechtigkeit und Frieden. 
Am 22. Oktober 2009 ernannte ihn Papst Benedikt XVI. zum Titularbischof von Bisarcio und bestellte ihn als Nachfolger von Giampaolo Crepaldi zum Sekretär des Päpstlichen Rates für Gerechtigkeit und Frieden. Die Bischofsweihe spendete ihm Kardinalstaatssekretär Tarcisio Bertone SDB am 12. Dezember desselben Jahres im Petersdom; Mitkonsekratoren waren der emeritierte Präsident des Päpstlichen Rates für Gerechtigkeit und Frieden, Renato Raffaele Kardinal Martino, und der Erzbischof von L’Aquila, Giuseppe Molinari.
Papst Franziskus ernannte ihn am 19. Januar 2015 zum Bischof von Faenza-Modigliana. Am 15. März desselben Jahres erfolgte die Amtseinführung.
Toso spricht neben seiner Muttersprache noch Französisch, Spanisch und Englisch.

## Wirken
Toso beschäftigt sich insbesondere mit der Natur des Wohlfahrtstaates und gilt als katholischer Vordenker. Über den politischen Personalismus der Philosophen Jacques Maritain und Emmanuel Mounier ebenso über Luigi Sturzo hat er zahlreiche Schriften publiziert. Er war einer der beratenden Mitarbeiter des Papstes bei der Erstellung der Enzyklika Caritas in veritate.
Er engagiert sich für die durch Papst Johannes Paul II. 1991 gegründete Stiftung Centesimus Annus Pro Pontifice (CAPP) und ist Mitglied dessen Wissenschaftlichen Ausschusses.

## Schriften
- Toso Mario, Formella Zbigniew, Danese Attilio: Emmanuel Mounier. Persona e umanesimo relazionale [vol_1] / Nel centenario della nascita (1905–2005), LAS 2005, ISBN 8821305775.
- Toso Mario, Formella Zbigniew, Danese Attilio: Emmanuel Mounier. Persona e umanesimo relazionale [vol_2] / Mounier e oltre, LAS 2005, ISBN 8821305902.
- Toso Mario: Democrazia e libertà, LAS 2006, ISBN 8821306100.
- Toso Mario, Quinzi Gabriele: I cattolici e il bene comune. Quale formazione?, LAS Editrice 2007, ISBN 8821306631.
- Toso Mario, Farina Andrea: Famiglie affidatarie e welfare society, LAS 2008, ISBN 8821306828.
- Toso Mario, Dimensione teologico-pastorale della caritas in veritate, Oktober 2009 (pdf in Italienisch)